# Viuz-en-Sallaz
Viuz-en-Sallaz és un municipi del departament de l'Alta Savoia i la regió d'Alvèrnia-Roine-Alps.